# Grammia rectilinea
Grammia rectilinea är en fjärilsart som beskrevs av French 1879. Grammia rectilinea ingår i släktet Grammia och familjen björnspinnare. Inga underarter finns listade i Catalogue of Life.